# 2001 FF193
2001 FF193, também escrito como 2001 FF193, é um objeto transnetuniano (TNO) que está localizado no cinturão de Kuiper, uma região do Sistema Solar. Ele é classificado como um cubewano. O mesmo possui uma magnitude absoluta de 7,7 e tem um diâmetro com cerca de 127 km.

## Descoberta
2001 FF193 foi descoberto no dia 27 de março de 2001 pelos astrônomos R. L. Allen, G. Bernstein, e R. Malhotra.

## Órbita
A órbita de 2001 FF193 tem uma excentricidade de 0,000 e possui um semieixo maior de 44,732 UA. O seu periélio leva o mesmo a uma distância de 44,732 UA em relação ao Sol e seu afélio a 44,732 UA.